# Grapzow
Grapzow é um município da Alemanha, situado no distrito de Mecklenburgische Seenplatte, no estado de Mecklemburgo-Pomerânia Ocidental. Tem 14,94 km² de área, e sua população em 2019 foi estimada em 390 habitantes.